# Валденбург
Валденбург (на немски: Waldenburg) е курортен град в Баден-Вюртемберг, Германия, с 3046 жители (2015).
През 1253 г. е споменат за пръв път в документ и през 1330 г. е наричан град. През 1553 г. е резиденция на графовете и по-късни князе на Хоенлое-Валденбург.